# Еліша Катберт
Елі́ша Енн Ка́тберт Фанеф (англ. Elisha Ann Cuthbert Phaneuf; нар. 30 листопада 1982, Калгарі) — канадська акторка і модель. Лауреатка премії за фільм «Щасливиця» (2001) та Golden Schmoes — за «Сусідку» (2004).

### Рання біографія
Народилася в Калгарі, Альберта, дочка Патрісії, домогосподарки, і Кевіна, автомобільного інженера-конструктора. У Еліші є брат і сестра, Джонатан та Лі-Енн, вона виросла в місті Грінфілд-Парк, недалеко від Монреаля, Квебек. У 2000 закінчила Сентенніальську середню школу і у віці 17 років переїхала в Лос-Анджелес, щоб продовжити акторську кар'єру.
З 9 років Еліша почала працювати моделлю для різних ліній дитячого одягу. Вперше вона з'явилася на телебаченні у дитячому хоррор-шоу «Чи боїшся ти темряви?» в епізодичній ролі, потім вона стала постійною учасницею цього шоу. Також вона стала со-ведучою у шоу «Популярна механіка для дітей», яке знімалося в Монреалі. Її участь у телешоу привернула увагу тодішньої першої леді США Гілларі Клінтон, яка запросила її в Білий Дім.
Катберт зіграла свою першу роль в кіно в сімейній драмі «Танцюючи на Місяці» (1997). Вона також знялася в декількох канадських фільмах на сімейну тему і в трилері «Повітряна швидкість». Еліша зіграла головну роль в канадському телефільмі «Щаслива дівчинка» (2001), за яку отримала премію Gemini.
Незабаром після її переїзду в Лос-Анджелес вона пройшла проби на роль Кім Бауер, дочки федерального агента Джека Бауера в телесеріалі «24». Вона з'явилася в перших трьох сезонах телесеріалу, але не в четвертому, також вона знялася як запрошена зірка в двох епізодах п'ятого сезону. Також вона знялася в п'яти епізодах сьомого сезону, і в двох епізодах восьмого сезону.

## 2003–2007 Комерційний успіх
Катберт пробувалася на роль Мері-Джейн Уотсон у фільмі «Людина-павук», але роль дісталася Кірстен Данст. Вона почала свою кар'єру в Голлівуді з маленьких ролей у фільмах «Реальна любов» та «Старе загартування» (2001).
У наступному фільмі «Сусідка» вона отримала свою першу головну роль. У актриси були сумніви з приводу зйомок у фільмі, але режисер Люк Грінфілд не давав їй спокою. Під час підготовки до зйомок Еліша розмовляла із справжніми порноакторками.
У наступному фільмі «Будинок воскових фігур» Еліша зіграла головну роль разом з Періс Гілтон і Чад Майклом Мюрреєм. Фільм був розгромлений критиками, але вони відзначили, що Еліша зіграла свою роль добре.
Також 2005 року Еліша зіграла роль вокалістки групи Weeze в музичному відео відомої рок-групи з Лос-Анджелеса Weezer на пісню Perfect Situation.
Наступним проєктом Еліши став фільм «Тиша», де вона не лише стала виконавицею головної ролі, але й стала співпродюсером. У фільмі вона зіграла темпераментну 17-річну дівчину-чирлідера, яка постраждала від сексуальних домагань.
У 2007 Катберт з'явилася у фільмі «Викрадення», у якому психопат викрав модель та тримав її в неволі, за цю роль вона була номінована на премію «Золота малина» як найгірша актриса. Також цього року вона знялася у фільмі «Він був тихонею» з Крістіаном Слейтером.

## 2008-по теперішній час: поточні та майбутні проекти
У 2008 Катберт з'явилася у фільмі «Паскудне дівчисько», рімейку корейського фільму, де зіграла головну роль з Джессі Бредфордом. Її наступним фільмом стала сімейна комедія «Шість дружин Генрі Лефея» з Тімом Алленом, де зіграла його дочка. Також вона знялася в канадському мінісеріалі «Зброя». Еліша озвучила голос Клео в анімаційному фільмі «Розповідь кота», дія якого відбувається в цивілізованому світі собак та кішок.
У 2010 Еліша зіграє Максін Денвер в серіалі «Забуті».

## Особисте життя
6 липня 2013 Еліша вийшла заміж за хокеїста Діона Фанефа (н.1985), з яким вона зустрічалася 5 років до їхнього весілля.
У пари двоє дітей, донька 2017 року народження та син 2022 року народження
Еліша Катберт — палкий хокейний вболівальник та власник сезонного квитка на матчі хокейної команди Los Angeles Kings. У 2005 вона завела блог на сайті НХЛ, хоча не пише туди часто. Також вона зустрічалася з гравцем команди — Los Angeles Kings Шоном Евері..
Катберт регулярно з'являється у щорічних списках найсексуальніших жінок журналів FHM Maxim. Вона зайняла # 9 в 2003, #10 в 2004, #5 в 2005, #22 в 2006, #10 в 2007 і # 7 в 2009 в списку британського видання журналу Maxim. Американське видання помістило її на #53 в 2003, #63 в 2004, і #54 в 2006. У 2006 вона заявила, що не буде зніматися голою для ролей в кіно і журналів, і використовує дублерш там, де це можливо, оскільки «хоче залишити дещо собі».

## Фільмографія
| Рік       |    | Українська назва              | Оригінальна назва             | Роль                            |
| --------- | -- | ----------------------------- | ----------------------------- | ------------------------------- |
|           | ф  | Жуй пластівці! (постпродакшн) | Eat Wheaties!                 | Джанет Беррі-Строу              |
| 2011—2020 | с  | Геппі-енди                    | Happy Endings                 | Алекс Керкович (58 епізод.)     |
| 2016—2020 | с  | Ранчо                         | The Ranch                     | Еббі (77 епізод.)               |
| 2017      | ф  | Вибивайло: Епічна сутичка     | Goon: Last of the Enforcers   | Мері                            |
| 2015      | с  | Плато                         | The Plateaus                  | Еліша (2 епізод.)               |
| 2015      | с  | Одне велике щастя             | One Big Happy                 | Ліззі (6 епізод.)               |
| 2014      | ф  | Перш ніж я піду               | Just Before I Go              | Пенні                           |
| 2012      | ф  | Темна порожнеча зірок         | Dark Star Hollow              | Емі Гарріс                      |
| 2012      | с  | Геппі-енди: Щасливі поїздки   | Happy Endings: Happy Rides    | Алекс Керкович (5 епізод.)      |
| 2010      | с  | Забуті                        | The Forgotten                 | Максін Денвер (6 епізод.)       |
| 2001—2010 | с  | 24                            | 24                            | Кім Бауер (79 епізод.)          |
| 2009      | ф  | Шість дружин Генрі Лефея      | The Six Wives of Henry Lefay  | Барбара                         |
| 2009      | с  | Зброя (мінісеріал)            | Guns                          | Франсіс Детт (головна роль)     |
| 2008      | тф | Нейлон                        | Ny-Lon                        | Еді                             |
| 2008      | мс | Гріфіни                       | Family Guy                    | Нова Бедфорд (голос, 1 епізод)  |
| 2008      | ф  | Моє дівчисько                 | My Sassy Girl                 | Джордан Рорк                    |
| 2007      | ф  | Він був тишко                 | He Was a Quiet Man            | Ванесса Паркс                   |
| 2007      | ф  | Викрадення                    | Captivity                     | Дженніфер                       |
| 2006      | вг |                               | 24: The Game                  | Кім Бауер (голос)               |
| 2005      | ф  | Душа тиші                     | The Quiet                     | Ніна Дір                        |
| 2005      | ф  | Будинок воскових фігур        | House of Wax                  | Карлі Джонс                     |
| 2004      | ф  | Сусідка                       | The Girl Next Door            | Даніелла                        |
| 2003      | ф  | Реальна любов                 | Love Actually                 | Керол-Енн, американська красуня |
| 2003      | ф  | Старе загартування            | Old School                    | Дарсі                           |
| 2001      | с  | Ларго Вінч                    | Largo Winch                   | Еббі (1 епізод)                 |
| 2001      | тф | Щасливиця                     | Lucky Girl                    | Кетлін Палмерстон               |
| 1997—2001 | с  | Популярна механіка для дітей  | Popular Mechanics for Kids    | Еліша (головна роль)            |
| 1996—2000 | с  | Чи боїшся ти темряви?         | Are You Afraid of the Dark?   | Меган (27 епізод.)              |
| 2000      | с  | Дивовижний світ Дісней        | The Wonderful World of Disney | Медісон (1 епізод)              |
| 2000      | ф  |                               | Believe                       | Кетрін Вінслоу                  |
| 1999      | ф  | Хто в домі господар?          | Who Gets the House?           | Емілі Різ                       |
| 1999      | ф  | Швидкість польоту             | Airspeed                      | Ніколь Стоун                    |
| 1999      | ф  | Час - найголовніше            | Time at the Top               | Сьюзан Шоусон                   |
| 1998      | ф  | Ніко Єдиноріг                 | Nico the Unicorn              | Керолін Прайс                   |
| 1997      | ф  |                               | Dancing on the Moon           | Сара                            |

### Відеокліпи
| Рік  | Назва                 | Виконавець          | Примітки |
| ---- | --------------------- | ------------------- | -------- |
| 2012 | Here Comes My Man     | The Gaslight Anthem | Еліша    |
| 2006 | Nothing in This World | Періс Гілтон        |          |
| 2005 | Perfect Situation     | Weezer              |          |